# Louis de Hercé
Pour les autres membres de la famille, voir Famille de Hercé.
Louis de Hercé, né le 30 décembre 1778 à Mayenne et décédé le 3 juin 1842 à Paris, est un homme politique français. 

## Biographie
Fils du chevalier Jean-François-Simon de Hercé, député de la noblesse aux États généraux, et de Jeanne du Bois de la Bas-Maignée, et frère de Jean-François de Hercé, maire de Laval puis évêque de Nantes, il se montra, comme toute sa famille, très dévoué aux institutions de l'ancien régime.
Il n'émigre pas, habitait en l'an II à Nuillé-sur-Ouette chez son fermier. Il combat (octobre 1793-juin 1794) dans les rangs de l'Armée catholique et royale.
Il est maire de Mayenne du 7 mars 1816 à 1830. Sous la Restauration, il est député du 3e arrondissement de la Mayenne ; élu aux Élections législatives de 1824, par 218 voix (282 votants, 314 inscrits), contre 51 à César Chevalier-Malibert, il siégea à droite, soutint de ses votes le ministère Villèle et rentra dans la vie privée en 1827. Il est chevalier de la Légion d'honneur.